# União, Trabalho e Progresso
União, Trabalho e Progresso foi uma coalizão eleitoral de partidos políticos brasileiros de direita e de centro-direita, sendo a base de governo de Fernando Henrique Cardoso (PSDB) enquanto Presidente do Brasil (1995-2002).
A coalizão foi formada na eleição presidencial de 1994 para apoiar a candidatura do ex-ministro da Fazenda Fernando Henrique Cardoso. No início era composta pelo Partido da Social-Democracia Brasileira, Partido da Frente Liberal e Partido Trabalhista Brasileiro. Posteriormente, em 1998 ingressaram na coalizão o Partido Progressista Brasileiro e o Partido Social Democrático. Foi dissolvida em 2002 com a saída do PFL.

## Partidos Integrantes
| Partidos | 1994 | 1995 | 1996 | 1997 | 1998 | 1999 | 2000 | 2001 | 2002 |
| -------- | ---- | ---- | ---- | ---- | ---- | ---- | ---- | ---- | ---- |
| PSDB     |      |      |      |      |      |      |      |      |      |
| PFL      |      |      |      |      |      |      |      |      |      |
| PTB      |      |      |      |      |      |      |      |      |      |
| PPB      |      |      |      |      |      |      |      |      |      |
| PMDB     |      |      |      |      |      |      |      |      |      |
| PSD      |      |      |      |      |      |      |      |      |      |

## Desempenho Eleitoral
| Ano  | Cargo                | Candidato                 | Partido                  | Partido | Coligação                   | Partidos       | Vice               | Votos para FHC | Votos para FHC | Votos para FHC | Resultado | Ref.        |
| Ano  | Cargo                | Candidato                 | Partido                  | Partido | Coligação                   | Partidos       | Vice               | Total          | %              | P.             | Resultado | Ref.        |
| ---- | -------------------- | ------------------------- | ------------------------ | ------- | --------------------------- | -------------- | ------------------ | -------------- | -------------- | -------------- | --------- | ----------- |
| 1994 | Presidente do Brasil | Fernando Henrique Cardoso |                          | PSDB    | União, Trabalho e Progresso | PSDB, PFL, PTB | Marco Maciel (PFL) | 34.364.961     | 54,28%         | 1º             | Eleito    | [ 3 ] [ 4 ] |
| 1998 | Presidente do Brasil | Fernando Henrique Cardoso | PSDB, PFL, PPB, PTB, PSD | PSDB    | União, Trabalho e Progresso | 35.936.382     | Marco Maciel (PFL) | 53,06%         | 1º             | Reeleito       | [ 5 ]     |             |